# 15427 Shabas
15427 Shabas è un asteroide della fascia principale. Scoperto nel 1998, presenta un'orbita caratterizzata da un semiasse maggiore pari a 2,5655856 UA e da un'eccentricità di 0,1652949, inclinata di 13,81948° rispetto all'eclittica.